# BSA Bantam D1
Die BSA Bantam D1 ist ein von 1948 bis 1963 gebautes Motorrad des britischen Herstellers Birmingham Small Arms Company.
Das Modell ist ein Nachbau der unter Leitung von Hermann Weber konstruierten und von 1940 bis 1944 von der Auto Union AG im DKW-Stammwerk Zschopau gebauten DKW RT 125, deren Konstruktion nach dem Ende des Zweiten Weltkriegs nicht mehr geschützt (a) war und von verschiedenen Herstellern in mehreren Ländern nachgebaut wurde.

## Modellgeschichte und Technik

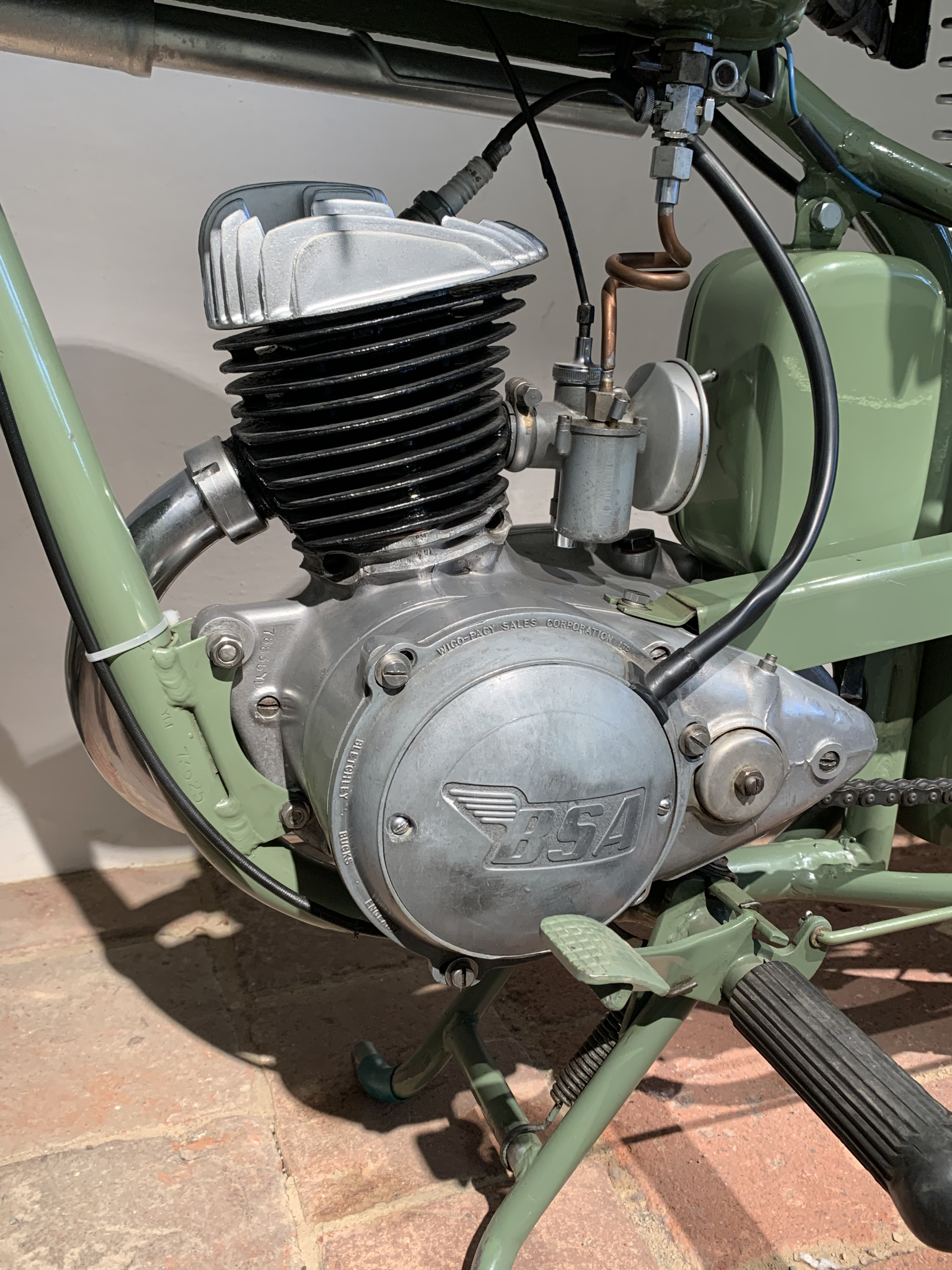
Detail des Motors. – Im Vergleich zur DKW RT 125 ist der Motor „vertikal gespiegelt“.

Die BSA Bantam D1 wurde im Werk in Redditch gebaut. Der Rahmen ohne Hinterradfederung wurde weitestgehend unverändert von der DKW RT 125 übernommen. Abweichend dazu wird das Vorderrad in einer ungedämpften Teleskopgabel geführt. Dabei ist das Schutzblech tief ausgeschnitten, da es am starren Teil der Gabel montiert ist (das Rad bewegt sich beim Einfedern in den Kotflügel).
Der fahrtwindgekühlte Einzylinder-Zweitaktmotor hatte die gleichen Merkmale (Motorblock und Zylinderkopf sind aus einer Aluminiumlegierung gefertigt; der Zylinder besteht aus Grauguss) wie die RT 125, war im Aufbau aber „vertikal gespiegelt“ konstruiert: Kupplung und Lichtmaschine sowie Kickstarter-, Schalt- und Fußbremshebel waren gegenüber dem Original sowie anderen Nachbauten seitenverkehrt. Damit wurde die seinerzeit im britischen Markt übliche Anordnung – Fußbremshebel links, Kickstarter- und Schalthebel rechts – erzielt. Damit lag auch der Sekundärantrieb (Antrieb auf das Hinterrad) auf der linken Seite.
Die Antriebskraft wird vom Motor über eine Lamellenkupplung an das 3-Gang-Getriebe (Primärtrieb) und von dort an das Hinterrad jeweils mit einer Kette übertragen.
Im Zuge der Modellpflege wurde die zuerst eingebaute Batteriezündung (wie sie die RT 125 serienmäßig hatte) durch eine Schwungradmagnetzündung abgelöst. Zudem erhielt die Teleskopgabel eine Dämpfung. Ab 1953 gab es die Bantam D1 wahlweise auch mit einer Geradewegfederung für das Hinterrad, ab 1956 wurde sie serienmäßig eingebaut. Neben geringfügigen Änderungen bei den Anbauteilen wurde auch die Befestigung des vorderen Kotflügels so geändert, dass er am mitfedernden Teil befestigt und dementsprechend schlanker gestaltet war. Des Weiteren gab es nun wahlweise einen Soziussitz.
Anfänglich gab es die zivile Ausführung nur in der Lackierung mist-green, die Tankseiten waren elfenbeinfarben lackiert und mit dem Markenzeichen versehen. Im ersten Jahr kostete das Modell £ 60. Von 1949 bis 1953 gab es die Bantam D1 auch in einer Luxusvariante mit verchromten und polierten Teilen, Beinschilden sowie Sturzbügeln. Ab 1953 gab es für die Standardausführung wahlweise eine Lackierung in Kastanienbraun (maroon). Im selben Jahr wurde die 100.000. Bantam D1 endmontiert.
Angelehnt an das Modell Bantam D1 baute BSA die Modelle Bantam D3 (1954–1957), Bantam D5 (1958) und Bantam D7 (1959–1966). Dabei waren unter anderem die Rahmenbauart geringfügig geändert (anfänglich mit Geradewegfederung, später mit gezogener Langarmschwinge) und der Hubraum zunächst auf 148 cm³ später auf 173 cm³ vergrößert worden. Der Motor wurde in seiner Grundkonstruktion noch bis 1971 in weiteren BSA-Motorrädern eingesetzt.

## Technische Daten

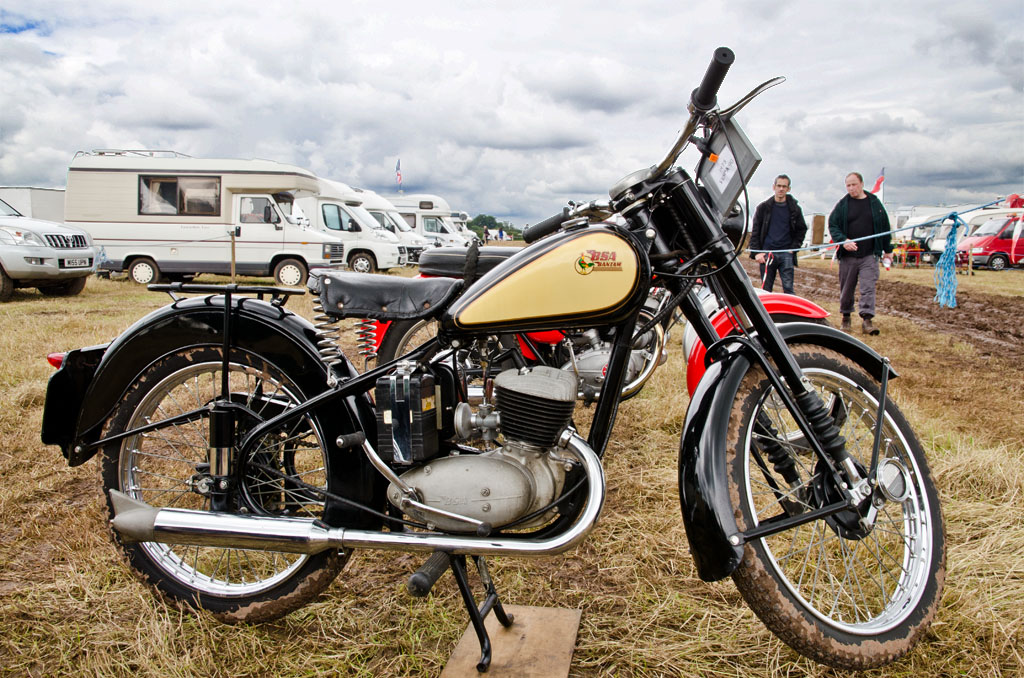
Späteres Modell mit Geradeweg-Hinterradfederung und geänderter Schutzblechbefestigung vorn

| BSA Bantam D1         | BSA Bantam D1                                                          |
| --------------------- | ---------------------------------------------------------------------- |
| Baujahre              | 1948–1963                                                              |
| Motor                 | fahrtwindgekühlter Einzylinder-Zweitaktmotor, Kickstarter              |
| Steuerung             | Schlitzsteuerung                                                       |
| Ladungswechsel        | Umkehrspülung                                                          |
| Bohrung × Hub         | 2,05 in (52 mm) × 2,24 in (57 mm)                                      |
| Hubraum               | 123 cm³                                                                |
| Verdichtung           | 6,5 : 1                                                                |
| Nennleistung          | 4,55 PS (3,3 kW)                                                       |
| Schmierung            | Zweitaktgemisch                                                        |
| Zündung               | Batteriezündung; spätere Modelle: Schwungradmagnetzündung              |
| Bordspannung          | 6 V                                                                    |
| Kupplung              | Mehrscheibenkupplung im Ölbad                                          |
| Getriebe              | 3-Gang mit Fußschaltung                                                |
| Endantrieb            | Kette                                                                  |
| Rahmen                | Einrohrrahmen mit Unterzug                                             |
| Radaufhängung vorn    | ungedämpfte Teleskopgabel; spätere Modelle: Teleskopgabel mit Dämpfung |
| Radaufhängung hinten  | Starrrahmen; spätere Modelle: Geradewegfederung                        |
| Bereifung vorn        | 2,75–19″                                                               |
| Bereifung hinten      | 2,75–19″                                                               |
| Bremse vorn           | Innenbacken-Trommelbremse (Halbnabe), Ø 5 in (127 mm)                  |
| Bremse hinten         | Innenbacken-Trommelbremse (Halbnabe), Ø 5 in (127 mm)                  |
| Leergewicht           | 180 lb (82 kg)                                                         |
| zul. Gesamtgewicht    | ?                                                                      |
| Tankinhalt            | 8 l                                                                    |
| Höchstgeschwindigkeit | 45 mph (72 km/h)                                                       |